# My Lady's Garter
My Lady's Garter é um filme mudo do gênero mistério produzido nos Estados Unidos e lançado em 1920. É atualmente considerado filme perdido.